# Raionul Ostroh, Rivne
Ostroh (în ucraineană Острозький район, transliterat: Ostrozkîi raion) este un raion în regiunea Rivne, Ucraina. Reședința sa este orașul regional Ostroh, care nu aparține raionului.

## Demografie
Componența lingvistică a raionului Ostroh
     Ucraineană (99,3%)
     Alte limbi (0,62%)
Conform recensământului din 2001, majoritatea populației raionului Ostroh era vorbitoare de ucraineană (99,3%), existând în minoritate și vorbitori de alte limbi.